# Halligbutter
Als Halligbutter bezeichnet man eine Butter, die aus der Milch von auf den Halligen gehaltenen Kühen erzeugt wird. Extensive Grünlandwirtschaft und Mutterkuhhaltung sind die Hauptzweige der Hallig-Landwirtschaft. Die geringen Milchüberschüsse (nach Eigenverbrauch und Verzehr durch Touristen) auf den deutschen Halligen werden hauptsächlich zu Butter verarbeitet.
Durch das Grasen der Kühe auf den Salzwiesen erhielt die Butter über die Milch einen hohen Iod-Gehalt und wies daher einen ungewöhnlichen Beigeschmack auf. Häufig wurde Halligbutter daher mit normaler Butter vermengt, um den Geschmack anzupassen und den Absatz zu erleichtern. Auf der Hallig Langeneß (Honkenswarf) wird die derzeit einzige Halligbutter von Mai bis Oktober jeden Jahres als Sauerrahmbutter produziert.